# Mia Gründer
Maria Helena (Mia) Gründer, född Engström 15 januari 1856 i Stockholm, död 1932, var en svensk skådespelare. Hon var gift med skådespelaren Mauritz Gründer.

## Filmografi
- 1919 – Ingmarssönerna
- 1919 – Dunungen
- 1923 – En rackarunge
- 1923 – Friaren från landsvägen
- 1924 – Gösta Berlings saga
- 1927 – En perfekt gentleman
- 1930 – Charlotte Löwensköld

## Teater

### Roller (ej komplett)
| År   | Roll              | Produktion                                                  | Regi            | Teater            |
| ---- | ----------------- | ----------------------------------------------------------- | --------------- | ----------------- |
| 1888 | Sibyllina         | Viceamiralen Carl Millöcker                                 |                 | Vasateatern       |
| 1888 | Metella           | Pariserliv Jacques Offenbach                                |                 | Vasateatern       |
| 1889 |                   | Don Ranudo de Colibrados Nils Kjellander och Ludvig Holberg |                 | Vasateatern       |
| 1906 |                   | Allt på sin rätta plats Frans Hedberg                       |                 | Södra Teatern     |
| 1909 |                   | Sabinskornas bortrövande Paul och Franz von Schönthan       |                 | Östermalmsteatern |
| 1909 |                   | Bröderna Hansen Edgard Høyer                                | Peter Fjelstrup | Östermalmsteatern |
| 1909 |                   | Det kära barnet Arthur Wing Pinero                          |                 | Östermalmsteatern |
| 1912 | Angelique Pinglet | Spökhotellet Georges Feydeau och Maurice Desvallieres       | Albert Ranft    | Vasateatern       |